# Dodoma Rural (huyện)
Dodoma Rural là một huyện thuộc vùng Dodoma, Tanzania. Thủ phủ của huyện Dodoma Rural đóng tại Dodoma. Huyện Dodoma Rural có diện tích 14004 ki lô mét vuông. Đến thời điểm điều tra dân số ngày 25 tháng 8 năm 2002, huyện Dodoma Rural có dân số 438866 người.